# Phantom Ranch

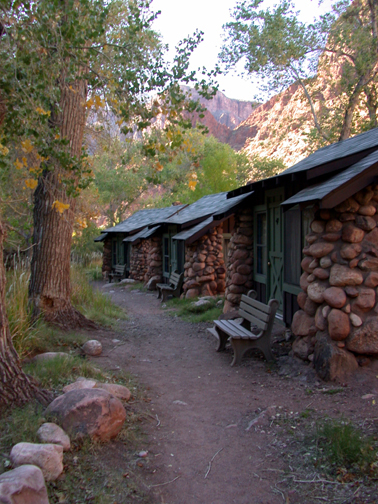
Sovstugor

Phantom Ranch är ett hotell i Grand Canyon National Park i Arizona i USA. Det ligger på botten av Grand Canyon, öster om Bright Angel Creek, knappt en kilometer norr om bäckens sammanflöde med Coloradofloden. Phantom Ranch öppnade 1922 och ingår i Historic Hotels of America, ett varumärke som sköts av National Trust for Historic Preservation.
Phantom Ranch är en av de åtta byggnader i Grand Canyon, som ritades av Mary Colter, tillsammans med Hopi House, Bright Angel Lodge, Hermit's Rest, Lookout Studio, Desert View Watchtower, Colter Hall och Victor Hall. 

## Historik
Platsen där Phantom Ranch ligger och området runtomkring användes av olika nordamerikanska indianfolk under tusentals år. I närbelägna grottor har hittats många föremål, bland andra figuriner av grenklykor som daterats från omkring 2000 före Kristus. Puebloindianer har byggt bostäder och en kiva i området omkring 1050 efter Kristus och sannolikt levt på jakt och fiske samt på att odla majs, bönor och sqash. Paiute- och Havasupai-folk bebodde också Grand Canyon under många sekel och besökte troligen området, även om säkra bevis för detta inte finns. 
Det tidigaste dokumenterade besöket av vita gjordes 1869, när John Wesley Powell och hans sällskap kamperade vid bäcken där Bright Angel Creek rinner ut i Coloradofloden. Powell var den som namngav Bright Angel Creek. Han gjorde en kortvarig undersökning av området och upptäckte då ruiner av pueblon.
År 1903, efter det att kartografen François E. Matthes genomfört sin utforskning av Grand Canyon för US Geological Survey, bildade Edwin Woolley och andra investerare Grand Canyon Transportation Company med förhoppning om att kunna exploatera turism utefter norra kanten på samma sätt som Atchison, Topeka and Santa Fe Railway då gjorde på södra kanten. Edwin Woolley anställde sin svärson David Rust för att förbättra den gamla indianrutten som François E. Matthes hade använt sig av för att bege sig ned utmed Bright Angel Creek till Coloradofloden. David Rust och hans grupp var färdiga med detta 1907 och byggde upp ett litet tältläger vid bäckfåran på ravinens botten. 
Rust planterade inhemsk vide och cotton wood för att ge campingplatsen skugga och odlade alfalfa för boskapen och persikor och plommon för gästerna samt födde upp kycklingar och kaniner för gästernas mathållning. Theodore Roosevelt, som såsom president hade utsett Grand Canyon som ett National Monument 1908, reste ned till lägret under en jaktexpedition 1913.
Theodore Roosevelts entusiasm för Grand Canyon ledde till att området lades in under National Park Service 1919. Rusts tillstånd för campingplatsen överfördes till Fred Harvey Company, som anlitade Mary Colter för att rita en permanent övernattningsställe på platsen. Det var svårt att bygga, då allt byggmaterial utom sten måste fraktas ned med mulåsnor. Mary Colter använde sig av sten från platsen och grovhugget lokalt trävirke i en arkitekturstil som kom att bli känd som National Park Service Rustic. När hotellanläggningen öppnade i november 1922, bestod den av en central köks- och matsalsstuga som omgavs av tre gäststugor och en föreståndarbostad, samt lada, hönshus, kaninhus, smedja och en vattenreservoar. 
Phantom Ranchs nådde framgång direkt och detta ledde till planer att utöka etablissemanget. En liten köksträdgård och grönsaksodling anlades med utnyttjande av den mark som Rust odlat upp. År 1925 lades till fyra sovtält för vardera fyra personer, följt av ett tvätthus i trä och en generator. Åren 1927–28 ledde Mary Colter byggandet av en samlingsstuga, åtta nya sovstugor och en utvidgning av kantinen.
Under Den stora depressionen utförde Civilian Conservation Corps en rad uppgraderingar av Phantom Ranch, inklusive en inhägnad för åsnor. en fast telefonlinje, förbättrat system för vatten och avlopp samt en 10,7 meter x 21,3 meter stor damm, försörjd med vatten från Bright Angel Creek.

## Phantom Ranch idag
Hotellet har nio sovstugor med sovplats till 1–4 personer. Därutöver finns det två större stugor, vilka härbärgerar 8–10 personer och som används av båtgrupper på Coloradofloden och större vandrargrupper. Det finns också fyra vandrarstugor, som byggdes på 1970-talet, vilka ersatt 1920-talets tältstugor. Sammanlagt är bäddkapaciteten 90.
Det enda tillträdena till Phantom Ranch är stigar ned samt Coloradofloden. Den norra stigen, North Kaibab Trail, är omkring 22 kilometer från North Rim, medan två stigar på 15 kilometer respektive 11,4 kilometer leder ned från Grand Canyon Village på South Rim.

## Höjdläge och klimat
Phantom Ranch ligger 750 meter över havet, 1.500 meter lägre än Gand Canyons södra kant och 1.800 meter lägre än den norra. Genomsnittlig högsta och lägsta dagstemperatur är 41°C/26°C i juli och 13°C/2°C i januari. Detta motsvarar en stor temperaturskillnad gentemot Grand Canyons höga del. Vid södra kanten är de genomsnittliga högsta och lägsta temperaturen 29°C/12°C i juli och 5|°C/-8°C i januari. Södra kanten har genomsnittligt 150 cm snö, medan Phantom Ranch har mindre än 2,5 cm.

## Bildgalleri

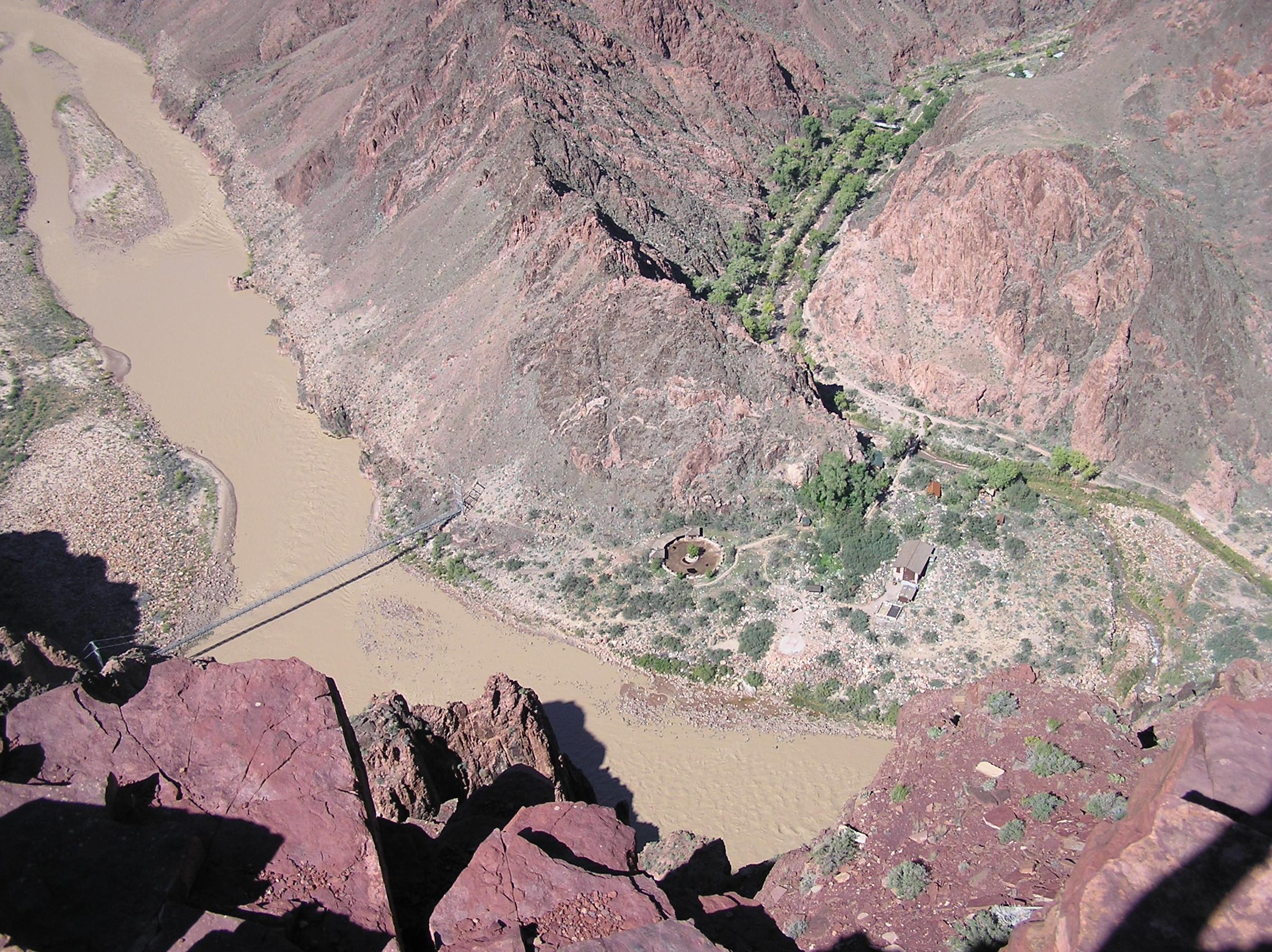
Kaibab Trail Suspension Bridge och Phantom Ranch sedda från South Kaibab Trail